# Touch the Sky (노래)
〈Touch the Sky〉는 미국의 힙합 아티스트 카니예 웨스트가 그의 두 번째 스튜디오 음반인 《Late Registration》 (2005년)을 위해 녹음한 곡이다. 이 곡은 루페 피아스코가 그의 커리어 데뷔곡으로 등장한다. 저스트 블레이즈가 프로듀싱했으며, 웨스트의 프로듀싱이 포함되지 않은 음반의 유일한 트랙으로 우뚝 섰다. 이 곡은 2006년 1월 1일 영국에서 로커펠라와 데프 잼을 통해 디지털 EP로 발매되었다. 2월 14일, 앞서 언급한 레이블들은 이 곡을 음반의 네 번째 싱글로 컨템포러리 히트 라디오 방송국에 서비스했다. 다음 달에는 로커펠라와 데프 잼이 디지털 다운로드하기 위해, 유니버설 뮤직을 통해 CD 싱글로 각각 다양한 국가에서 발매되었다.
저스트 블레이즈가 웨스트의 멀티비트를 재생한 후, 〈Touch the Sky〉가 그가 가장 열정적으로 느낀 곡이었다. 커티스 메이필드의 곡 〈Move On Up〉 (1971년)의 느린 샘플이 포함된 힙합 트랙이다. 이 노래의 가사는 웨스트를 중심으로 다른 사람들이 그처럼 자신에 대해 자신감을 가질 수 있도록 격려한다. 일부 비평가들은 제작에 찬사를 보냈지만, 루페 피아스코의 출연은 대부분의 음악 평론가들로부터 찬사를 모으며 전세계적인 찬사를 받았다. 동반된 뮤직 비디오는 2006년 2월에 공개되었으며 크리스 밀크가 감독했다. 그 안에서 웨스트는 에빌 나이벨이 스네이크강 협곡을 건너는 데 성공한 것에 경의를 표하며 저돌적인 에빌 나이벨을 그렸다. 에벨 나이벨은 2006년 12월에 비디오로 웨스트를 고소했지만, 둘은 2007년 11월에 결국 소송을 해결했다. 이 비디오는 시상식에서 여러 후보로 지명되었다.
〈Touch the Sky〉는 2006년 미국 빌보드 핫 100에서 42위로 정점을 찍었고, 오스트레일리아, 스코틀랜드, 영국 차트에서 상위 10위에 올랐다. 같은 해 핀란드, 아일랜드, 뉴질랜드에서 상위 20위에 올랐다. 그 이후 미국 음반 산업 협회, 영국 축음기 협회, 오스트레일리아 음반 산업 협회로부터 각각 플래티넘 인증을 받았다.

## 구성 및 녹음
음악적으로, 〈Touch the Sky〉는 힙합 곡이다. 느린 샘플은 커티스 메이필드가 1971년에 라틴 호른과 함께 그가 작곡한 〈Move On Up〉을 노래에 포함한다. 서정적으로, 그 노래는 웨스트가 사람들이 그와 같은 높은 수준의 자신감을 가질 수 있도록 격려와 영감을 주는 것을 본다. 그 노래가 발표되기 몇 년 전 그가 처음으로 로커펠라와 계약했을 때로 거슬러 올라가는 뉴욕 랩의 밝은 옷에 대한 간략한 역사가 웨스트에 의해 제공된다. 웨스트는 특정한 가사로 그가 잘못을 바로잡으려고 노력했지만, 그것들이 그가 작곡하는 것을 도왔다고 주장한다. 루페 피아스코는 세 번째 구절을 연주하는데, 그는 여러 가지 이중 삽입과 은유를 사용한다.
저스트 블레이즈는 이 곡의 프로듀싱을 단독으로 맡았으며, 《Late Registration》에서 웨스트가 프로듀싱하지 않은 유일한 트랙이자 이전이 작업한 음반의 유일한 트랙이 되었다. 그는 스튜디오에서 아무 것도 클릭하지 않은 후 메이필드 샘플을 시도했으며 웨스트가 웨스트 멀티비트를 연주했을 때 웨스트가 열정을 느낀 비트였다. 2016년 5월 트위터에서 〈Touch the Sky〉에 숨겨진 이야기에 대한 질문을 받았을 때 저스트 블레이즈는 웨스트가 베이스라인 스튜디오에 도착하기 20분 전에 프로듀싱을 완료했다고 밝혔다. 〈Touch the Sky〉가 저스트 블레이즈에 의해 제작된 반면, 이 트랙은 웨스트, 피아스코, 저스트 블레이즈가 작곡했다. 이 트랙은 앤서니 킬호퍼와 앤드루 도슨가 각각 레코드 플랜트와 샬리스 레코딩 스튜디오에서 녹음했다. 이 트랙은 샬리스 레코딩 스튜디오의 마이크 딘이 리처드 레이츠, 맷 그린, 네이트 코넬리, 마이크 모의 보조 엔지니어링과 혼합했다. 블라도 멜러가 트랙을 마스터했다.

## 곡 목록
디지털 다운로드
1. "Touch the Sky" (feat. Lupe Fiasco) [Radio Edit] – 3:56
2. "Touch the Sky" (feat. Lupe Fiasco) [Instrumental] – 3:57

미국 CD 싱글
1. "Touch the Sky" (Album Version)
2. "Jesus Walks" (Album Version)
3. "Diamonds from Sierra Leone" (AOL Sessions)
4. "Heard 'Em Say" (Michel Goundry/ Video)
5. "Touch the Sky" (MTV Version/ Closed Captioned/ Video)

영국 디지털 EP
1. "Touch the Sky" – 3:57
2. "Jesus Walks" – 3:14
3. "Diamonds from Sierra Leone" (Sessions@AOL) – 4:12

## 인증
| 국가                                                            | 인증     | 판매량/출하량 |
| --------------------------------------------------------------- | -------- | ------------- |
| 오스트레일리아 (ARIA)                                           | 플래티넘 | 70,000^       |
| 덴마크 (IFPI Danmark)                                           | 골드     | 45,000        |
| 영국 (BPI)                                                      | 플래티넘 | 600,000       |
| 미국 (RIAA)                                                     | 플래티넘 | 1,000,000     |
| ^출하량을 기반으로 한 인증 · 판매량+스트리밍을 기반으로 한 인증 |          |               |